# Thryssa mystax
Thryssa mystax е вид лъчеперка от семейство Engraulidae. Видът не е застрашен от изчезване.

## Разпространение
Разпространен е в Австралия, Виетнам, Индия, Индонезия, Китай, Малайзия, Мианмар, Палау, Папуа Нова Гвинея, Провинции в КНР, Сингапур, Тайван, Тайланд, Филипини, Хонконг и Шри Ланка.

## Описание
На дължина достигат до 15,5 cm.